# Moonshine (Luizjana)
Moonshine – jednostka osadnicza w Stanach Zjednoczonych, w stanie Luizjana, w parafii St. James.